# 블라디미르 삼소노프
블라디미르 빅토로비치 삼소노프(벨라루스어: Уладзімір Віктаравіч Самсонаў 울라지미르 빅타라비치 삼소나우, 러시아어: Влади́мир Ви́кторович Самсо́нов, 영어: Vladimir Viktorovich Samsonov, 1976년 4월 17일~)는 벨라루스의 전직 탁구 선수이다. 현역 시절 1996년 하계 올림픽부터 2016년 하계 올림픽까지 6번의 올림픽 경기에 출전해 2016년 올림픽에서 4위, 1996년과 2000년 올림픽에서 5위를 차지했다. 또한 탁구 월드컵에서 3회 우승을 차지했으며 ITTF 프로 투어에서 총 27회 우승하면서 2019년에 마룽이 갱신하기 전까지 최다 우승 기록을 보유했다.

## 선수 경력
민스크 출신으로 7세 때 탁구를 처음 접했다.
2016년 브라질 리우데자네이루에서 열린 2016년 하계 올림픽 탁구 남자 단식 종목에서 4강에 진출했으나 일본의 미즈타니 준에 패하며 메달을 획득하지는 못했다.

## 개인사
삼소노프는 러시아어, 영어, 독일어, 세르비아어, 스페인어를 구사할 수 있다.

## 수상
- 벨라루스 올해의 스포츠인(1998년)

### 수훈
- 명예훈장(2017년 4월 18일)
- 명예 벨라루스 체육 명인(1999년)